# Away We Go
Pour plus de détails, voir Fiche technique et Distribution.
Away We Go, ou Ailleurs nous irons au Québec, est un film américano-britannique réalisé par Sam Mendes, sorti en 2009.

## Synopsis
Burt Farlander et Verona De Tessant apprennent qu'ils vont devenir parents. Toutefois ils détestent la ville de province où ils habitent et où plus rien ne les retient car les parents de Burt déménagent.
Burt et Verona décident alors de rechercher l'endroit idéal pour fonder un foyer. Ils rendent donc visite à leur famille et à quelques amis de longue date. Au fil de rencontres singulières, Burt et Verona vont réaliser qu'ils n'ont besoin que de l'un et l'autre pour construire leur famille…

## Fiche technique
Sauf indication contraire, les informations mentionnées dans cette section peuvent être confirmées par la base de données cinématographiques IMDb,  présente dans la section « Liens externes ».
- Titre original et français : Away We Go
- Titre québécois : Ailleurs nous irons[1]
- Réalisation : Sam Mendes
- Scénario : Dave Eggers et Vendela Vida
- Musique : Alexi Murdoch
- Direction artistique : Henry Dunn, Rosa Palomo
- Décors : Jess Gonchor
- Costumes : John A. Dunn
- Photographie : Ellen Kuras
- Montage : Sarah Flack
- Production : Sam Mendes, Peter Saraf, Edward Saxon, Marc Turtletaub, Pippa Harris (déléguée), Mari-Jo Winkler (déléguée), Corinne Golden Weber (associée)
- Sociétés de production : Big Beach Films, Edward Saxon Productions et Neal Street Productions (en)
- Sociétés de distribution : Mars Distribution (France), Focus Features (États-Unis)
- Pays de production :  États-Unis,  Royaume-Uni
- Langue originale : anglais
- Format : couleur • 2.35 : 1 • 35 mm
- Genre : road movie, comédie
- Durée : 98 minutes
- Dates de sortie[2] : 
  - États-Unis: 5 juin 2009 (sortie limitée) ; 26 juin 2009 (sortie nationale)
  - Royaume-Uni : 18 septembre 2009
  - Belgique : 23 septembre 2009
  - France : 4 novembre 2009

## Distribution
- John Krasinski (VF : Stéphane Pouplard[3], VQ : Frédéric Paquet) : Burt Farlander
- Maya Rudolph (VF : Barbara Delsol, VQ : Catherine Hamann) : Verona De Tessant
- Carmen Ejogo (VF : Caroline Victoria, VQ : Hélène Mondoux) : Grace De Tessant, la sœur de Verona
- Allison Janney (VF : Véronique Augereau, VQ : Madeleine Arsenault) : Lily, l'amie de Phoenix
- Catherine O'Hara (VF : Marie-Madeleine Burguet-Le Doze, VQ : Élise Bertrand) : Gloria Farlander, la mère de Burt
- Jeff Daniels (VF : Gabriel Le Doze, VQ : Sébastien Dhavernas) : Jerry Farlander, le père de Burt
- Jim Gaffigan (VF : Gilles Morvan, VQ : Stéphane Rivard) : Lowell, le mari de Lilly
- Maggie Gyllenhaal (VF : Dorothée Pousséo, VQ : Éveline Gélinas) : LN
- Josh Hamilton (VF : Damien Boisseau, VQ : Renaud Paradis) : Roderick, le compagnon de LN, adepte du « continuum »
- Chris Messina (VF : Boris Rehlinger, VQ : Gilbert Lachance) : Tom Garnett, l'ami de Montréal
- Melanie Lynskey (VF : Ingrid Donnadieu) : Munch Garnett, l'amie de Montréal
- Paul Schneider (VQ : Louis-Philippe Dandenault) : Courtney Farlander, le frère de Burt

## Production

### Attribution des rôles
John Krasinski avait déjà tourné sous la direction de Sam Mendes avec le film Jarhead : La Fin de l'innocence (2005), dans lequel l'acteur tenait un second rôle.
Toni Collette devait à l'origine avoir un rôle dans le film. En raison d'un conflit d'emploi du temps, elle fut remplacée par Maggie Gyllenhaal.

### Tournage
Le tournage a eu lieu à Leesburg (Floride), Phoenix et Tucson (Arizona), Thomaston, Wilton, Woodbury (Connecticut).
Away We Go est le premier film hollywoodien à adopter des mesures se voulant écologiques pendant le tournage : tout a été fait pour réduire les émissions de CO2. Les déchets ont été réduits de moitié, des poubelles diverses ont été utilisées pour recycler, les traiteurs ont utilisé des plats en céramique et lavés pour éviter les produits jetables, alors que les véhicules de tournage utilisaient un carburant dit biodiesel ou agrodiesel.

### Musique
L'auteur-compositeur-interprète britannique Alexi Murdoch a écrit des chansons originales pour le film. C'est le premier film de Sam Mendes pour lequel Thomas Newman ne compose pas la bande originale.
Toutes les chansons sont écrites et composées par Alexi Murdoch, sauf exceptions notées.
| 1.  | All My Days                 |                                                                |                        | 4:57 |
| 2.  | Blue Mind                   |                                                                |                        | 5:45 |
| 3.  | What Is Life                | George Harrison                                                | George Harrison        | 4:24 |
| 4.  | Song For You                |                                                                |                        | 4:38 |
| 5.  | Golden Brown                | Jet Black, Jean Jacques Burnel, Hugh Cornwell, Dave Greenfield | The Stranglers         | 3:30 |
| 6.  | Towards the Sun             |                                                                |                        | 4:40 |
| 7.  | Meet Me in the Morning (en) | Bob Dylan                                                      | Bob Dylan              | 4:21 |
| 8.  | Breathe                     |                                                                |                        | 4:18 |
| 9.  | Wait                        |                                                                |                        | 5:59 |
| 10. | The Ragged Sea              |                                                                |                        | 3:19 |
| 11. | Oh! Sweet Nuthin'           | Lou Reed                                                       | The Velvet Underground | 7:28 |
| 12. | Orange Sky (en)             |                                                                |                        | 6:18 |
| 13. | Crinan Wood                 |                                                                |                        | 5:45 |

## Accueil

### Critique
Dans l'ensemble, le film a plus ou moins été bien accueilli par la critique dans les pays anglophones, obtenant sur le site Rotten Tomatoes un pourcentage de 67 % dans la catégorie All Critics, basé sur 168 commentaires et une note moyenne de 6.6⁄10 et un pourcentage de 53 % dans la catégorie Top Critics, basé sur 32 commentaires et une note moyenne de 6.2⁄10. Le site Metacritic lui attribue une moyenne de 58⁄100 basé sur 33 commentaires.
En France, il fut quasiment salué par la presse, obtenant une note moyenne de 3.5⁄5 sur Allociné, basé sur 23 titres de presse.

### Box-office
Malgré des critiques plutôt positives, le film ne rencontre pas de succès en salles, engrangeant 9,4 millions de dollars de recettes sur le territoire américain et 14,8 millions de dollars de recettes dans le monde, pour un budget de 17 millions.